# CinePaint
CinePaint é um editor de vídeo com suporte a profundidade de 16 bits de cor, sendo uma ramificação do GIMP 1.0.4.